# Torsteinskyrkjene
Torsteinskyrkjene est une île norvégienne du comté de Hordaland appartenant administrativement à Austevoll.

## Description
Rocheuse et désertique, elle s'étend sur environ 108 m de longueur pour une largeur approximative de 64 m.